# Palazzo Strozzi
Palazzo Strozzi este un palat renascentist din Florența (Italia). Edificiul a fost proiectat de Benedetto de Magiano (1442-1497). 

## Descriere
Exemplu devenit clasic pentru programul de reședință patriciană urbană din Florența Renașterii timpurii, palatul reia in compoziția de fațadă toate elementele specifice acestei etape. Se constată o sensibilă evoluție a tipului de plan, compus in jurul curții interioare, cu o vădită preocupare pentru simetrie și pentru obținerea unor încăperi reprezentative, generoase.